# (29735) 1999 BR6
1999 بي أر 6 (ويعرف أيضًا باسم (29735) 1999 بي أر 6 وفق تسمية الكوكب الصغير) (بالإنجليزية: 1999 BR6)‏ هو كويكب ضمن حزام الكويكبات؛ وترتيبه 29735 من حيث الاكتشاف.
اكتُشف هذا الجُرم الفلكي بواسطة OCA–DLR Asteroid Survey ‏ في 21 يناير 1999.

## وصلات خارجية
- (29735) 1999 BR6 في قاعدة بيانات مختبر الدفع النفاث لأجرام النظام الشمسي الصغيرة

- الاكتشاف · مخطط المدار ·  العناصر المدارية · المعلمات المادية

- (29735) 1999 BR6 على موقع ويكي سكاي: DSS2, SDSS, GALEX, IRAS, Hydrogen α, X-Ray, Astrophoto, Sky Map, Articles and images